# Giovanni Vincenzo Bolgeni
Giovanni Vincenzo Bolgeni (Bérgamo, 22 de enero de 1733-Roma, 3 de mayo de 1811) fue un teólogo, controversista y escritor jesuita italiano.

## Vida
Estudió filosofía (1751-1754) y teología (1759 1763) en el Collegio Romano, donde tuvo entre sus profesores al gran teólogo Giovanni Battista Faure. Después de su ordenación, enseñó filosofía en Fermo (1766-1769) y Macerata (1769-1770), y teología moral en Sezze (1764-1765) y Macerata (1770-1773). Tras la Supresión de la Compañía de Jesús (1773), Bolgeni se señaló por la publicación de obras valiosas en defensa de la doctrina católica y del papado. Entre 1785 y 1788, publicó seis libros refutando los jansenistas y galicanos, en especial a los jansenistas Pietro Tamburini Gian Battista Guadagnini. Célebre como teólogo controversista, Pío VI lo llamó a Roma (1787) y lo nombró bibliotecario del Collegio Romano, con derecho a residir en él, y teólogo de la Penitenciaría apostólica (1795). En 1788, publicó Della Carità, en la que sostenía que nuestro amor a Dios nunca es desinteresado, opinión que le suscitó críticas (incluso de algunos de sus hermanos ex jesuitas, como Alfonso Muzzarelli y José Chantre y Herrera); pero al fin Bolgeni se retractó. Su libro más importante, publicado anónimamente, L'episcopato, se escribió por encargo de Pío VI, y lo consideran los expertos como una obra maestra. En ella, Bolgeni mantiene que el episcopado en la Iglesia es radicalmente único y emana del sumo pontífice a todos los obipos. La obra tuvo gran influjo en la teología posterior, incluso en las posiciones adoptadas por los concilios Vaticano I y II. Siguieron otras publicaciones contra los jansenistas y los revolucionarios franceses. Como censor oficial, Bolgeni incurrió (1791) en la crítica de los rigurosos por autorizar la pubicación de Dei diritti dell'uomo de Nicola Spedalieri. En 1796, defendió el probabilismo en su Il possesso come principio fondamentale per decidere i casi morali.
Cuando Roma fue ocupada por los revolucionarios franceses (1798), Bolgeni se puso en dificultad al afirmar por escrito la licitud del juramento cívico impuesto por éstos y de la alienación de los bienes eclesiásticos. Pío VI más tarde condenó el juramento. Bolgeni envió (1799) una retractación al cónclave reunido en Venecia (que eligió a Pío VII), así como una copia al vicegerente de Roma. Con todo, se le quitó el oficio de teólogo de la Penitenciaría (1800), y Bolgeni pasó su vida retirado. En 1849, apareció un supuesto libro póstumo de Bolgeni, Dei limiti delle due potestà ecclesiastica e secolare, cuyas opiniones son tan ajenas al pensamiento de Bolgeni que no puede atribuírsele e él.
Bolgeni fue uno de los más ilustres teólogos de la escuela romana de su tiempo, y un firme defensor de la doctrina católica y del papado. Algunas de sus obras tuvieron gran influjo en la teología por largo tiempo. Sus errores se dieron en materia que no tocaban la doctrina y fueron cometidos de buena fe, como lo demuestran sus retractaciones. Durante su vida, Bolgeni se mantuvo siempre en el espíritu de la Compañía de Jesús en el que se había formado.

## Obras
- Esame della vera idea della Santa Sede (Pavía, 1784).
- Stato de' bambini morti senza battesimo (Macerata, 1787).
- Fatti dommatici ossia della infallibilità della Chiesa (Brescia, 1788).
- Della carità o amor di Dio, 2 v. (Roma, 1788).
- L'episcopato ossia la potestà di governare la Chiesa (Roma, 1789).
- L'economia della fede cristiana (Brescia, 1790).
- Problema se i giansenisti siano giacobini (Roma, 1794).
- Il possesso, principio fondamentale per decidere i casi morali (Brescia, 1796).